# وست گوشن (کالیفرنیا)
وست گوشن (به انگلیسی: West Goshen) یک منطقهٔ مسکونی در ایالات متحده آمریکا است که در شهرستان تولار، کالیفرنیا واقع شده‌است. وست گوشن ۳٫۰۵۰ کیلومتر مربع مساحت و ۵۱۱ نفر جمعیت دارد و ۸۲٫۹۱ متر بالاتر از سطح دریا واقع شده‌است.